# 格倫·拉扎勒斯
格倫·拉扎勒斯（Glenn Lazarus，1965年12月11日—）是一位澳洲政治人物。他是一位獨立參議員。自2014年開始，他是代表昆士蘭州的澳大利亞參議院議員之一。他曾是一位橄欖球運動員。